# Großer Preis von San Marino 1981
Der Große Preis von San Marino 1981 (offiziell 1º Gran Premio di San Marino) fand am 3. Mai auf dem Autodromo Dino Ferrari in Imola statt und war das vierte Rennen der Formel-1-Weltmeisterschaft 1981.

## Berichte

### Hintergrund
Der Große Preis von Italien 1981 sollte wieder wie gewohnt in Monza stattfinden und das Ausweichen nach Imola im Vorjahr eine einmalige Ausnahme bleiben, was auch bis heute der Fall ist. Dennoch bestand weiterhin ein Vertrag mit den Betreibern des Autodromo Dino Ferrari über die Austragung eines WM-Laufs. Um als Grand Prix anerkannt zu werden, musste das Rennen unter einer anderen Flagge veranstaltet werden. Man entschloss sich, den WM-Lauf als Großen Preis von San Marino auszurichten. Der Zwergstaat liegt nur rund 75 Kilometer von der Rennstrecke entfernt.
Aus Protest gegen die Ablehnung des Lotus 88, der entwickelt worden war, um die Regel zu umgehen, wonach mindestens sechs Zentimeter Bodenabstand einzuhalten waren, verzichtete das Team Lotus, dessen Hauptsponsor David Thieme (Essex) eine Woche vor dem Rennen verhaftet worden war, erstmals seit dem Großen Preis von Kanada 1970 komplett auf eine Teilnahme am Grand-Prix-Wochenende. Zeitgleich wurde in Großbritannien der als Alternative bereitstehende Typ 87 getestet und weiterentwickelt.
Die Diskussion über hydraulische Anlagen, die das Team Brabham zur Absenkung der Rennwagen während der Fahrt entwickelt und eingesetzt hatte, verstummten, da die konkurrierenden Teams inzwischen ähnliche Systeme einsetzten und Brabham dadurch kein Wettbewerbsvorteil mehr hatte.
Bei Tyrrell wurde Ricardo Zunino durch den italienischen Grand-Prix-Debütanten Michele Alboreto ersetzt. Das ATS Racing Team erweiterte sein Engagement kurzzeitig auf zwei Wagen. Als Pilot wurde der Formel-1-Neuling Slim Borgudd engagiert.
Das neue Team Toleman war an diesem Wochenende erstmals vertreten. Die Briten Brian Henton und Derek Warwick wurden als Stammfahrer unter Vertrag genommen. Nach Renault und Ferrari wurde Toleman das dritte Team, das einen Turbomotor in der Formel 1 einsetzte. Es handelte sich dabei um einen Vierzylinder-Motor des Herstellers Hart.
Durch Toleman kamen zum ersten Mal seit dem Großen Preis von Marokko 1958 in der Formel 1 wieder Reifen des Herstellers Pirelli zum Einsatz. Ebenfalls an diesem Wochenende kehrte Avon als Reifenausstatter des Teams Fittipaldi Automotive in die Grand-Prix-Szene zurück. Zuvor waren seit dem Großen Preis von Italien 1959 keine Reifen dieses Herstellers verwendet worden.

### Training
In rund 80 Kilometern Entfernung zum Ferrari-Stammwerk in Maranello sicherte sich Gilles Villeneuve zur Freude der meisten Zuschauer mit einer gegenüber Carlos Reutemann um rund sieben Zehntelsekunden kürzeren Rundenzeit die Pole-Position. Die beiden Renault-Piloten René Arnoux und Alain Prost bildeten die zweite Startreihe vor Nelson Piquet und Didier Pironi.

### Rennen
Da die Strecke aufgrund vorangegangener Regenfälle beim Start noch feucht war, gingen alle Piloten auf Regenreifen ins Rennen.
Villeneuve und Pironi bildeten zunächst eine Ferrari-Doppelführung vor Reutemann und dem amtierenden Weltmeister Alan Jones. Weiter hinten im Feld ereignete sich unterdessen ein schwerer Unfall, indem Osella-Pilot Miguel Ángel Guerra mit dem March von Eliseo Salazar kollidierte und in die Streckenbegrenzung geschleudert wurde. Der Argentinier musste aus seinem zerstörten Fahrzeug herausgeschnitten werden und trug Beinverletzungen davon.
Als Jones versuchte, seinen Teamkollegen Reutemann zu überholen, verteidigte sich dieser mit einem harten Manöver, wobei Jones’ Frontflügel beschädigt wurde. Der dadurch erforderliche Boxenstopp des Australiers brachte Riccardo Patrese auf den vierten Rang. Wenig später überholte er Reutemann. Infolge einer Kollision zwischen Jacques Laffite und Arnoux übernahmen die beiden Brabham-Piloten Piquet und Héctor Rebaque die Plätze fünf und sechs.
Aufgrund abtrocknender Strecke stoppte Villeneuve in der 14. Runde, um Slicks montieren zu lassen. Kurz nachdem er die Box verlassen hatte, begann es jedoch wieder zu regnen. In Runde 16 musste er erneut die Box ansteuern, um wieder auf Regenreifen zu wechseln. Pironi gelangte dadurch in Führung vor Patrese, Piquet und Reutemann.
Bis zur 47. Runde kämpfte sich Piquet an Patrese und Pironi vorbei an die Spitze. Aufgrund einer Beschädigung fiel Pironi bis zum Ende des Rennens auf den fünften Rang hinter Rebaque zurück. Andrea de Cesaris belegte den sechsten Platz.

## Meldeliste
| Team                           | Nr. | Fahrer                | Chassis         | Motor                    | Reifen |
| ------------------------------ | --- | --------------------- | --------------- | ------------------------ | ------ |
| Albilad-Williams Racing Team   | 01  | Alan Jones            | Williams FW07C  | Ford Cosworth DFV 3.0 V8 | M      |
| Albilad-Williams Racing Team   | 02  | Carlos Reutemann      | Williams FW07C  | Ford Cosworth DFV 3.0 V8 | M      |
| Tyrrell Racing Team            | 03  | Eddie Cheever         | Tyrrell 010     | Ford Cosworth DFV 3.0 V8 | M      |
| Tyrrell Racing Team            | 04  | Michele Alboreto      | Tyrrell 010     | Ford Cosworth DFV 3.0 V8 | M      |
| Parmalat Racing Team           | 05  | Nelson Piquet         | Brabham BT49C   | Ford Cosworth DFV 3.0 V8 | M      |
| Parmalat Racing Team           | 06  | Héctor Rebaque        | Brabham BT49C   | Ford Cosworth DFV 3.0 V8 | M      |
| Marlboro McLaren International | 07  | John Watson           | McLaren MP4/1   | Ford Cosworth DFV 3.0 V8 | M      |
| Marlboro McLaren International | 08  | Andrea de Cesaris     | McLaren M29F    | Ford Cosworth DFV 3.0 V8 | M      |
| Team ATS                       | 09  | Jan Lammers           | ATS D4          | Ford Cosworth DFV 3.0 V8 | M      |
| Team ATS                       | 10  | Slim Borgudd          | ATS D4          | Ford Cosworth DFV 3.0 V8 | M      |
| Ensign Racing                  | 14  | Marc Surer            | Ensign N180B    | Ford Cosworth DFV 3.0 V8 | M      |
| Équipe Renault Elf             | 15  | Alain Prost           | Renault RE20B   | Renault EF1 1.5 V6t      | M      |
| Équipe Renault Elf             | 16  | René Arnoux           | Renault RE20B   | Renault EF1 1.5 V6t      | M      |
| March Grand Prix Team          | 17  | Eliseo Salazar        | March 811       | Ford Cosworth DFV 3.0 V8 | M      |
| March Grand Prix Team          | 18  | Derek Daly            | March 811       | Ford Cosworth DFV 3.0 V8 | M      |
| Fittipaldi Automotive          | 20  | Keke Rosberg          | Fittipaldi F8C  | Ford Cosworth DFV 3.0 V8 | A      |
| Fittipaldi Automotive          | 21  | Chico Serra           | Fittipaldi F8C  | Ford Cosworth DFV 3.0 V8 | A      |
| Marlboro Team Alfa Romeo       | 22  | Mario Andretti        | Alfa Romeo 179C | Alfa Romeo 1260 3.0 V12  | M      |
| Marlboro Team Alfa Romeo       | 23  | Bruno Giacomelli      | Alfa Romeo 179C | Alfa Romeo 1260 3.0 V12  | M      |
| Équipe Talbot Gitanes          | 25  | Jean-Pierre Jabouille | Ligier JS17     | Matra MS81 3.0 V12       | M      |
| Équipe Talbot Gitanes          | 26  | Jacques Laffite       | Ligier JS17     | Matra MS81 3.0 V12       | M      |
| Scuderia Ferrari SpA SEFAC     | 27  | Gilles Villeneuve     | Ferrari 126CK   | Ferrari 021 1.5 V6t      | M      |
| Scuderia Ferrari SpA SEFAC     | 28  | Didier Pironi         | Ferrari 126CK   | Ferrari 021 1.5 V6t      | M      |
| Ragno Arrows Beta Racing Team  | 29  | Riccardo Patrese      | Arrows A3B      | Ford Cosworth DFV 3.0 V8 | M      |
| Ragno Arrows Beta Racing Team  | 30  | Siegfried Stohr       | Arrows A3B      | Ford Cosworth DFV 3.0 V8 | M      |
| Osella Squadra Corse           | 31  | Miguel Ángel Guerra   | Osella FA1B     | Ford Cosworth DFV 3.0 V8 | M      |
| Osella Squadra Corse           | 32  | Beppe Gabbiani        | Osella FA1B     | Ford Cosworth DFV 3.0 V8 | M      |
| Theodore Racing Team           | 33  | Patrick Tambay        | Theodore TY01   | Ford Cosworth DFV 3.0 V8 | M      |
| Candy Toleman Motorsport       | 35  | Brian Henton          | Toleman TG181   | Hart 415T 1.5 L4t        | P      |
| Candy Toleman Motorsport       | 36  | Derek Warwick         | Toleman TG181   | Hart 415T 1.5 L4t        | P      |

## Klassifikationen

### Qualifying
| Pos. | Fahrer                | Konstrukteur    | Qualifikationstraining 1 | Qualifikationstraining 1 | Qualifikationstraining 2 | Qualifikationstraining 2 | Start |
| Pos. | Fahrer                | Konstrukteur    | Zeit                     | Ø-Geschwindigkeit        | Zeit                     | Ø-Geschwindigkeit        | Start |
| ---- | --------------------- | --------------- | ------------------------ | ------------------------ | ------------------------ | ------------------------ | ----- |
| 01   | Gilles Villeneuve     | Ferrari         | 1:35,576                 | 189,838 km/h             | 1:34,523                 | 191,953 km/h             | 01    |
| 02   | Carlos Reutemann      | Williams-Ford   | 1:35,844                 | 189,308 km/h             | 1:35,229                 | 190,530 km/h             | 02    |
| 03   | René Arnoux           | Renault         | 1:35,281                 | 190,426 km/h             | 1:35,292                 | 190,404 km/h             | 03    |
| 04   | Alain Prost           | Renault         | 1:35,579                 | 189,832 km/h             | 3:58,089                 | 76,207 km/h              | 04    |
| 05   | Nelson Piquet         | Brabham-Ford    | 1:37,417                 | 186,251 km/h             | 1:35,733                 | 189,527 km/h             | 05    |
| 06   | Didier Pironi         | Ferrari         | 1:36,168                 | 188,670 km/h             | 1:35,868                 | 189,260 km/h             | 06    |
| 07   | John Watson           | McLaren-Ford    | 1:37,639                 | 185,827 km/h             | 1:36,241                 | 188,527 km/h             | 07    |
| 08   | Alan Jones            | Williams-Ford   | 1:36,280                 | 188,450 km/h             | 1:36,317                 | 188,378 km/h             | 08    |
| 09   | Riccardo Patrese      | Arrows-Ford     | 1:37,061                 | 186,934 km/h             | 1:36,390                 | 188,235 km/h             | 09    |
| 10   | Jacques Laffite       | Ligier-Matra    | 1:38,908                 | 183,443 km/h             | 1:36,477                 | 188,066 km/h             | 10    |
| 11   | Bruno Giacomelli      | Alfa Romeo      | 1:39,372                 | 182,587 km/h             | 1:36,776                 | 187,485 km/h             | 11    |
| 12   | Mario Andretti        | Alfa Romeo      | 1:37,586                 | 185,928 km/h             | 1:36,919                 | 187,208 km/h             | 12    |
| 13   | Héctor Rebaque        | Brabham-Ford    | 1:38,823                 | 183,601 km/h             | 1:37,264                 | 186,544 km/h             | 13    |
| 14   | Andrea de Cesaris     | McLaren-Ford    | 1:38,019                 | 185,107 km/h             | 1:37,382                 | 186,318 km/h             | 14    |
| 15   | Keke Rosberg          | Fittipaldi-Ford | 1:37,459                 | 186,171 km/h             | 1:37,906                 | 185,321 km/h             | 15    |
| 16   | Patrick Tambay        | Theodore-Ford   | 1:39,215                 | 182,876 km/h             | 1:37,545                 | 186,006 km/h             | 16    |
| 17   | Michele Alboreto      | Tyrrell-Ford    | 1:39,341                 | 182,644 km/h             | 1:37,771                 | 185,577 km/h             | 17    |
| 18   | Jean-Pierre Jabouille | Ligier-Matra    | 1:38,140                 | 184,879 km/h             | 1:38,702                 | 183,826 km/h             | 18    |
| 19   | Eddie Cheever         | Tyrrell-Ford    | 1:38,363                 | 184,460 km/h             | 1:38,266                 | 184,642 km/h             | 19    |
| 20   | Beppe Gabbiani        | Osella-Ford     | 1:39,245                 | 182,820 km/h             | 1:38,302                 | 184,574 km/h             | 20    |
| 21   | Marc Surer            | Ensign-Ford     | 1:38,340                 | 184,503 km/h             | 1:38,488                 | 184,225 km/h             | 21    |
| 22   | Miguel Ángel Guerra   | Osella-Ford     | 1:39,799                 | 181,805 km/h             | 1:38,773                 | 183,694 km/h             | 22    |
| 23   | Eliseo Salazar        | March-Ford      | 1:39,161                 | 182,975 km/h             | 1:38,827                 | 183,594 km/h             | 23    |
| 24   | Slim Borgudd          | ATS-Ford        | 1:41,196                 | 179,296 km/h             | 1:39,079                 | 183,127 km/h             | 24    |
| DNQ  | Siegfried Stohr       | Arrows-Ford     | 1:39,112                 | 183,066 km/h             | 1:39,553                 | 182,255 km/h             | –     |
| DNQ  | Derek Daly            | March-Ford      | 1:39,453                 | 182,438 km/h             | 1:39,157                 | 182,983 km/h             | –     |
| DNQ  | Jan Lammers           | ATS-Ford        | 1:40,872                 | 179,872 km/h             | 1:39,419                 | 182,500 km/h             | –     |
| DNQ  | Chico Serra           | Fittipaldi-Ford | 1:51,454                 | 162,794 km/h             | 1:41,114                 | 179,441 km/h             | –     |
| DNQ  | Derek Warwick         | Toleman-Hart    | 1:54,020                 | 159,130 km/h             | 1:43,187                 | 175,836 km/h             | –     |
| DNQ  | Brian Henton          | Toleman-Hart    | 1:49,951                 | 165,019 km/h             | keine Zeit               | –                        | –     |

### Rennen
| Pos. | Fahrer                | Konstrukteur    | Runden | Stopps | Zeit       | Start | Schnellste Runde |
| ---- | --------------------- | --------------- | ------ | ------ | ---------- | ----- | ---------------- |
| 01   | Nelson Piquet         | Brabham-Ford    | 60     | 0      | 1:51:23,97 | 05    | 1:48,83          |
| 02   | Riccardo Patrese      | Arrows-Ford     | 60     | 0      | + 4,58     | 09    | 1:49,41          |
| 03   | Carlos Reutemann      | Williams-Ford   | 60     | 0      | + 6,60     | 02    | 1:49,75          |
| 04   | Héctor Rebaque        | Brabham-Ford    | 60     | 0      | + 22,88    | 13    | 1:49,18          |
| 05   | Didier Pironi         | Ferrari         | 60     | 0      | + 25,92    | 06    | 1:49,17          |
| 06   | Andrea de Cesaris     | McLaren-Ford    | 60     | 0      | + 1:06,60  | 14    | 1:50,26          |
| 07   | Gilles Villeneuve     | Ferrari         | 60     | 2      | + 1:41,97  | 01    | 1:48,064 (46.)   |
| 08   | René Arnoux           | Renault         | 59     | 0      | + 1 Runde  | 03    | 1:50,10          |
| 09   | Marc Surer            | Ensign-Ford     | 59     | 1      | + 1 Runde  | 21    | 1:50,11          |
| 10   | John Watson           | McLaren-Ford    | 58     | 1      | + 2 Runden | 07    | 1:48,37          |
| 11   | Patrick Tambay        | Theodore-Ford   | 58     | 1      | + 2 Runden | 16    | 1:49,56          |
| 12   | Alan Jones            | Williams-Ford   | 58     | 2      | + 2 Runden | 08    | 1:49,75          |
| 13   | Slim Borgudd          | ATS-Ford        | 57     | 2      | + 3 Runden | 24    | 1:50,88          |
| –    | Jean-Pierre Jabouille | Ligier-Matra    | 45     | 7      | NC         | 18    | 1:51,49          |
| –    | Eliseo Salazar        | March-Ford      | 38     | 0      | DNF        | 23    | 1:51,83          |
| –    | Michele Alboreto      | Tyrrell-Ford    | 31     | 0      | DNF        | 17    | 1:50,95          |
| –    | Beppe Gabbiani        | Osella-Ford     | 31     | 0      | DNF        | 20    | 1:50,98          |
| –    | Bruno Giacomelli      | Alfa Romeo      | 28     | 0      | DNF        | 11    | 1:51,23          |
| –    | Eddie Cheever         | Tyrrell-Ford    | 28     | 0      | DNF        | 19    | 1:50,59          |
| –    | Mario Andretti        | Alfa Romeo      | 27     | 1      | DNF        | 12    | 1:51,11          |
| –    | Keke Rosberg          | Fittipaldi-Ford | 14     | 0      | DNF        | 15    | 1:53,86          |
| –    | Jacques Laffite       | Ligier-Matra    | 7      | 0      | DNF        | 10    | 1:50,34          |
| –    | Alain Prost           | Renault         | 2      | 0      | DNF        | 04    | 1:57,39          |
| –    | Miguel Ángel Guerra   | Osella-Ford     | 0      | 0      | DNF        | 22    | –                |

## WM-Stände nach dem Rennen
Die ersten sechs des Rennens bekamen 9, 6, 4, 3, 2 bzw. 1 Punkt(e). In der Fahrerwertung wurden die besten elf Resultate, in der Konstrukteurswertung alle Resultate gewertet.

### Fahrerwertung
| Pos. | Fahrer            | Konstrukteur    | Punkte |
| ---- | ----------------- | --------------- | ------ |
| 01   | Carlos Reutemann  | Williams-Ford   | 25     |
| 02   | Nelson Piquet     | Brabham-Ford    | 22     |
| 03   | Alan Jones        | Williams-Ford   | 18     |
| 04   | Riccardo Patrese  | Arrows-Ford     | 10     |
| 05   | Alain Prost       | Renault         | 4      |
| 06   | Mario Andretti    | Alfa Romeo      | 3      |
| 07   | Marc Surer        | Ensign-Ford     | 3      |
| 08   | Elio de Angelis   | Lotus-Ford      | 3      |
| 09   | Héctor Rebaque    | Brabham-Ford    | 3      |
| 10   | René Arnoux       | Renault         | 2      |
| 11   | Eddie Cheever     | Tyrrell-Ford    | 2      |
| 12   | Didier Pironi     | Ferrari         | 2      |
| 13   | Patrick Tambay    | Theodore-Ford   | 1      |
| 14   | Jacques Laffite   | Ligier-Matra    | 1      |
| 15   | Andrea de Cesaris | McLaren-Ford    | 1      |
| 16   | Chico Serra       | Fittipaldi-Ford | 0      |

| Pos. | Fahrer                | Konstrukteur    | Punkte |
| ---- | --------------------- | --------------- | ------ |
| 17   | Gilles Villeneuve     | Ferrari         | 0      |
| 18   | Jean-Pierre Jarier    | Ligier-Matra    | 0      |
| 19   | John Watson           | McLaren-Ford    | 0      |
| 20   | Keke Rosberg          | Fittipaldi-Ford | 0      |
| 21   | Siegfried Stohr       | Arrows-Ford     | 0      |
| 22   | Nigel Mansell         | Lotus-Ford      | 0      |
| 23   | Bruno Giacomelli      | Alfa Romeo      | 0      |
| 24   | Jan Lammers           | ATS-Ford        | 0      |
| 25   | Slim Borgudd          | ATS-Ford        | 0      |
| –    | Ricardo Zunino        | Tyrrell-Ford    | 0      |
| –    | Beppe Gabbiani        | Osella-Ford     | 0      |
| –    | Jean-Pierre Jabouille | Ligier-Matra    | 0      |
| –    | Eliseo Salazar        | March-Ford      | 0      |
| –    | Michele Alboreto      | Tyrrell-Ford    | 0      |
| –    | Miguel Ángel Guerra   | Osella-Ford     | 0      |

### Konstrukteurswertung
| Pos. | Konstrukteur  | Punkte |
| ---- | ------------- | ------ |
| 01   | Williams-Ford | 43     |
| 02   | Brabham-Ford  | 25     |
| 03   | Arrows-Ford   | 10     |
| 04   | Renault       | 6      |
| 05   | Alfa Romeo    | 3      |
| 06   | Ensign-Ford   | 3      |
| 07   | Lotus-Ford    | 3      |
| 08   | Tyrrell-Ford  | 2      |

| Pos. | Konstrukteur    | Punkte |
| ---- | --------------- | ------ |
| 09   | Ferrari         | 2      |
| 10   | Theodore-Ford   | 1      |
| 11   | Ligier-Matra    | 1      |
| 12   | McLaren-Ford    | 1      |
| 13   | Fittipaldi-Ford | 0      |
| 14   | ATS-Ford        | 0      |
| –    | Osella-Ford     | 0      |
| –    | March-Ford      | 0      |